# Rhosus aeruginosa
Rhosus aeruginosa är en fjärilsart som beskrevs av Walker 1854. Rhosus aeruginosa ingår i släktet Rhosus och familjen nattflyn. Inga underarter finns listade.